# Бриги

Бриги та їхні поселення.

Бриги (грец. Βρύγοι или Βρίγες) — народ, що мешкав на Балканському півострові. Часто ототожнюється з фригійцями.

## Етимологія
Донині немає остаточної теорії про походження племінної назви Bryges. 1844 року Герман Мюллер припустив, що назва можливо пов'язана з тим самим індоєвропейським коренем, що й у німецькому Berg (гори) і слов'янських мовах Брег (пагорби, схили, гори), тобто фактично індоєвропейське *bʰerǵʰ. В такому випадку, племінна назва Bryges мала б схожість з західноєвропейськими племінними назвами, такими як кельтські бриганти або німецькі бургунди, і семантично мотивувалася б деякими аспектами значення слова високий, піднесений, благородний, знаменитий.

### Власні назви
Деякі особисті або географічні назви, що згадуються у стародавніх авторів, можуть бути етимологічно пов'язані з «Bryges»:
- Бригійські острови в так званій Адріатичній дельті Істра, зазначені в поемі Аргонавтика[4].
- Бригіас або Бригіум, місто в Lychnitis Palus[5].
- Бриг (син Афродісія), епонім в Епідамні/Діррахії[6][7].
- Бригос[en] (аттичний гончар першої третини V ст. до н. е.).
- Бригіндара (місто)[8], Бригіндис (місцева богиня), Бригіндаріос (громадянин)[9] на острові Родос.